# Scaphoideus maai
Scaphoideus maai är en insektsart som beskrevs av Kitbamroong och Freytag 1978. Scaphoideus maai ingår i släktet Scaphoideus och familjen dvärgstritar. Inga underarter finns listade i Catalogue of Life.